# Monumento natural de Montaña Amarilla
El monumento natural de Montaña Amarilla en Tenerife (Canarias, España) es un paisaje protegido situado en el sur de la isla.
Está integrado por un edificio volcánico que se originó a causa de actividad eruptiva de tipo freatomagmática, es decir, erupciones que se acompañan de fenómenos explosivos al entrar el magma en contacto con el agua, en este caso, agua marina.

## Localización
Con 27,8 hectáreas, este monumento se encuentra enclavado en la costa del municipio de San Miguel de Abona. Montaña Amarilla forma parte, como estribación más meridional, de un conjunto paisajístico de conos volcánicos alineados en el sur de la isla.

## Geología
Los constituyentes volcánicos del monumento son principalmente traquibasaltos de la Serie III. Sin embargo, en el sector oriental del cono, hay materiales del mismo periodo pero de naturaleza basáltica derivados de otros volcanes próximos. La cercanía del mar, aparte de inducir erupciones de tipo explosivo en el momento de su génesis, ha provocado una fuerte erosión, desmantelando el edificio parcialmente. El constante proceso erosivo ha dejado al descubierto importantes estratos piroclásticos y una característica duna fósil en la base de la estructura.

## Vegetación
La vegetación es escasa en el lugar. Tan solo destaca, de algún modo, la abundante muestra de tabaibas dulces (Euphorbia balsamifera) existentes. Ya con carácter menos representativo se encuentran especies vegetales que ocupan las zonas más afectadas por la acción de las mareas. Entre ellas cabe citar un endemismo como es la piña de mar (Atractylis preauxiana) y la lechuga de mar (Astydamia latifolia), cuyas hojas fueron pieza fundamental en la dieta de antiguos marineros ya que facilitaba la digestión y contenía un elevado porcentaje de vitamina C. Finalmente también hay presencia de ejemplares de salado (Schizogyne sericea).

## Fauna
Análogamente a como ocurre en el apartado de la vegetación, este ecosistema no presenta una abundante representación faunística. No obstante, en estos términos, habría que destacar especialmente la presencia de cernícalos (Falco tinnunculus). También habitan otras dos especies de aves como las currucas tomilleras (Sylvia conspicillata orbitalis) o las palomas bravías (Columba livia).